# Ugo Fangareggi
Ugo Fangareggi (Genova, 30 gennaio 1938 – Roma, 21 ottobre 2017) è stato un attore italiano.

## Biografia
Partecipando a molti film sia con il suo vero nome che con gli pseudonimi Hugh Fangar-Smith e Ugo Mudd, si è affermato come attore caratterista specializzandosi in particolar modo nel genere comico. Nel 1966 interpreta Mangoldo, uno degli spiantati compagni di Brancaleone da Norcia in L'armata Brancaleone, e nel 1967 affianca Giulietta Masina e Giancarlo Giannini in Non stuzzicate la zanzara.
Ha interpretato anche numerose pubblicità, soprattutto con la regia e la produzione di Luciano Emmer. La sua serie più famosa per Carosello fu nel 1971 per le caramelle Elah: "L'egoista", a fianco di Giampiero Albertini. 
Dal 1998 ha scritto sul giornale Mondo Sabino.
Aveva una compagnia teatrale amatoriale con sede ad Ornaro, una piccola frazione nel comune di Torricella in Sabina, chiamata Gli indipendenti di Ugo Fangareggi.
Negli ultimi anni ha diretto tre mediometraggi, tra cui la docufiction sul morbo di Parkinson Ho un buco giovedì.
Risiedeva nel comune di Torricella in Sabina, paese natio della moglie e anche a Roma.
È morto a Roma il 21 ottobre 2017, all'età di 79 anni. Per sua volontà è stato cremato, e il 18 novembre, nella sala del Consiglio comunale di Rieti, ha avuto luogo il funerale laico.

## Filmografia

### Attore

#### Cinema
- Colpo gobbo all'italiana, regia di Lucio Fulci (1962)
- Odio mortale, regia di Franco Montemurro (1962)
- La parmigiana, regia di Antonio Pietrangeli (1963)
- Colonnello e signora, episodio di Siamo tutti pomicioni, regia di Marino Girolami (1963)
- La donna degli altri è sempre più bella, regia di Marino Girolami (1963)
- Il week-end, episodio di I maniaci, regia di Lucio Fulci (1964)
- Siciliani a Milano, episodio di Queste pazze, pazze donne, regia di Marino Girolami (1964)
- Intrigo a Los Angeles, regia di Romano Ferrara (1964)
- Jim il primo, regia di Sergio Bergonzelli (1964)
- Un mostro e mezzo, regia di Steno (1964)
- I due pericoli pubblici, regia di Lucio Fulci (1964)
- La congiuntura, regia di Ettore Scola (1965)
- I due sergenti del generale Custer, regia di Giorgio Simonelli (1965)
- Una giornata decisiva, episodio di I complessi, regia di Dino Risi (1965)
- Made in Italy, regia di Nanni Loy (1965)
- Le sedicenni, regia di Luigi Petrini (1965)
- Le notti della violenza, regia di Roberto Mauri (1965)
- L'armata Brancaleone, regia di Mario Monicelli (1966)
- Rita la zanzara, regia di Lina Wertmüller (1966)
- Operazione San Gennaro, regia di Dino Risi (1966)
- L'arcidiavolo, regia di Ettore Scola (1966)
- 7 monaci d'oro, regia di Moraldo Rossi (1966)
- Non stuzzicate la zanzara, regia di Lina Wertmüller (1967)
- Il lungo, il corto, il gatto, regia di Lucio Fulci (1967)
- Colpo doppio del camaleonte d'oro, regia di Giorgio Stegani (1967)
- Operazione San Pietro, regia di Lucio Fulci (1967)
- Donne... botte e bersaglieri, regia di Ruggero Deodato (1968)
- Commando suicida, regia di Camillo Bazzoni (1968)
- Colpo rovente, regia di Piero Zuffi (1970)
- Le avventure di Gerard, regia di Jerzy Skolimowski (1970)
- 6 gendarmi in fuga, regia di Jean Girault (1970)
- Quelli belli... siamo noi, regia di Giorgio Mariuzzo (1970)
- Il gatto a nove code, regia di Dario Argento (1971)
- All'ovest di Sacramento, regia di Federico Chentrens e Jean Girault (1971)
- Darsela a gambe (La Poudre d'escampette), regia di Philippe de Broca (1971)
- Homo Eroticus, regia di Marco Vicario (1971)
- Gli fumavano le Colt... lo chiamavano Camposanto, regia di Giuliano Carnimeo (1971)
- Posate le pistole, reverendo, regia di Leopoldo Savona (1971)
- Una ragione per vivere e una per morire, regia di Tonino Valerii (1972)
- Anche se volessi lavorare, che faccio?, regia di Flavio Mogherini (1972)
- Bella, ricca, lieve difetto fisico, cerca anima gemella, regia di Nando Cicero (1973)
- Paolo il caldo, regia di Marco Vicario (1973)
- Dio, sei proprio un padreterno!, regia di Michele Lupo (1973)
- Sette monache a Kansas City, regia di Marcello Zeani (1973)
- 4 marmittoni alle grandi manovre, regia di Marino Girolami (1974)
- Ultimo tango a Zagarol, regia di Nando Cicero (1974)
- Sesso in testa, regia di Sergio Ammirata (1974)
- L'erotomane, regia di Marco Vicario (1974)
- Manone il ladrone, regia di Antonio Margheriti (1974)
- L'insegnante, regia di Nando Cicero (1975)
- Il cav. Costante Nicosia demoniaco ovvero: Dracula in Brianza, regia di Lucio Fulci (1975)
- Remo e Romolo - Storia di due figli di una lupa, regia di Mario Castellacci e Pier Francesco Pingitore (1976)
- Il letto in piazza, regia di Bruno Gaburro (1976)
- La gang dell'Anno Santo, regia di Jean Girault (1976)
- Occhio alla vedova, regia di Sergio Pastore (1976)
- Kakkientruppen, regia di Marino Girolami (1977)
- La moglie dell'amico è sempre più... buona, regia di Juan Bosch (1980)
- Teste di quoio, regia di Giorgio Capitani (1981)
- Pin il monello, regia di Sergio Pastore (1982)
- Pierino la peste alla riscossa!, regia di Umberto Lenzi (1982)
- Il paramedico, regia di Sergio Nasca (1982)
- Quella peste di Pierina, regia di Michele Massimo Tarantini (1982)
- Attenti a quei P2, regia di Pier Francesco Pingitore (1982)
- Il mondo nuovo, regia di Ettore Scola (1982)
- Giovani, belle... probabilmente ricche, regia di Michele Massimo Tarantini (1982)
- La gorilla, regia di Romolo Guerrieri (1982)
- E la nave va, regia di Federico Fellini (1983)
- Inganni, regia di Luigi Faccini (1985)
- Napoli-Berlino, un taxi nella notte, regia di Mika Kaurismäki (1987)
- Rosso di sera, regia di Beppe Cino (1988)
- La puttana del re, regia di Axel Corti (1990)
- Viaggio di nozze in giallo, regia di Michelangelo Jurlaro (1990)
- Il buma, regia di Giovanni Massa (2002)
- Il ronzio delle mosche, regia di Dario D'Ambrosi (2003)
- Lascia perdere, Johnny!, regia di Fabrizio Bentivoglio (2007)
- Cacao, regia di Luca Rea (2010)
- The Family Tree, cortometraggio, regia di Edoardo Spallazzi (2014)
- Stone Cold Summer Cravings, cortometraggio, regia di Edoardo Spallazzi (2017)
- Odissea nell'ospizio, regia di Jerry Calà (2019) - postumo

#### Televisione
- Geminus – serie TV, 6 episodi (1969)
- Tatort – serie TV, 1 episodio (1976)
- Il passatore – miniserie TV, 3 episodi (1977-1978)
- L'étrange monsieur Duvallier – serie TV, 1 episodio (1979)
- Un paio di scarpe per tanti chilometri – film TV (1981)
- La veritaaaà – film TV (1982)
- Auf Achse – serie TV, 2 episodi (1986)
- L'ombra nera del Vesuvio – miniserie TV, 4 episodi (1986)
- Mino – miniserie TV, 1 episodio (1986)
- Non basta una vita – serie TV, 1 episodio (1988)
- I promessi sposi - miniserie TV (1989)
- Un commissario a Roma – serie TV, 1 episodio (1993)
- Linda e il brigadiere – serie TV, 1 episodio (2000)
- Una storia qualunque – film TV (2000)
- Un difetto di famiglia – film TV (2002)
- Il maresciallo Rocca – serie TV, 1 episodio (2003)
- La squadra – serie TV, serie 5, episodi vari (2004)
- Callas e Onassis – film TV (2005)
- La buona battaglia - Don Pietro Pappagallo – film TV (2006)
- La ladra – serie TV, 1 episodio (2010)
- Il signore della truffa – film TV (2010)
- Don Matteo – serie TV, 3 episodi (2014)

### Regista
- Lo chiamavano Paolo il matto (2010)
- Ho un buco giovedì (2013)
- Ragazzi, in carrozza! (2016)

## Teatro

### Regista
- Una partita a scacchi di Giuseppe Giacosa
- Le petit café di Tristan Bernard
- Vi racconto un fatto... delle Sabine il ratto di Ugo Fangareggi
- Comicazione (spettacolo di mimo)
- L'amico americano di Rainer Werner Fassbinder
- Line di Israel Horovitz
- La cantatrice calva di Eugène Ionesco
- Una domanda di matrimonio di Anton Čechov
- Fando e Lis di Fernando Arrabal
- La locanda di Caroline di Bruno Di Mattei
- Il belvedere di Aldo Nicolaj
- Il telegramma di Aldo Nicolaj
- Il covo degl'angeli di Ugo Fangareggi
- Il bicchiere della staffa di Harold Pinter

## Doppiatori italiani
- Antonio Guidi in Odio mortale
- Corrado Pani in Jim il primo
- Max Turilli in L'armata Brancaleone
- Elio Pandolfi in Operazione San Gennaro
- Aldo Giuffré in Non stuzzicate la zanzara
- Carlo Romano in Colpo doppio del camaleonte d'oro
- Ferruccio Amendola in Operazione San Pietro
- Manlio De Angelis in Donne... botte e bersaglieri
- Sergio Tedesco in Il gatto a nove code
- Gianfranco Bellini in Gli fumavano le Colt... lo chiamavano Camposanto
- Oreste Lionello in Una ragione per vivere e una per morire
- Pino Ferrara in Paolo il caldo
- Renato Mori in 4 marmittoni alle grandi manovre
- Angelo Nicotra in Sesso in testa
- Vittorio Di Prima in L'insegnante